# Czesław Cierniewski
Czesław Stanisław Cierniewski (ur. 6 kwietnia 1946 w Krotoszynie, zm. 24 października 2013 w Łodzi) – profesor biochemii, członek rzeczywisty PAN (od 2010). Był kierownikiem Katedry i Zakładu Biofizyki Molekularnej i Medycznej Uniwersytetu Medycznego w Łodzi, a także prezesem łódzkiego oddziału PAN.

## Życiorys
W 1970 ukończył z wyróżnieniem studia w zakresie biochemii, a rok później w zakresie mikrobiologii na Uniwersytecie Łódzkim.
Stopień doktora nauk przyrodniczych w zakresie biochemii uzyskał w 1974 roku, doktora habilitowanego w 1978 roku a tytuł profesora w 1989 roku.
W 2006 roku został odznaczony Krzyżem Kawalerskim Orderu Odrodzenia Polski.
Prezes Fundacji im. Tomasza Jakuba Michalskiego, członek wielu rad naukowych w instytutach naukowo-badawczych.
Członek Łódzkiego Towarzystwa Naukowego.